# 壯體裸胸鱔
壯體裸胸鱔，又名壯體裸胸鯙，為輻鰭魚綱鰻鱺目鯙亞目鯙科的一個種，分布於西南太平洋區，包括澳洲、紐西蘭、諾福克島等海域，體長可達180公分，生活在海灣的礁石區，為底棲性魚類，屬肉食性，生活習性不明。